# آلوئیسیو دوس سانتوس گونسالوس
آلوئیسیو دوس سانتوس گونسالوِس (پرتغالی: Aloísio dos Santos Gonçalves؛ زادهٔ ۱۹ ژوئن ۱۹۸۸) که به صورت ساده با نام آلوئیسیو شناخته می‌شود، بازیکن فوتبال اهل برزیل است.
آلوئیسیو دوس سانتوس گونزالوس در تیم‌های فوتبال گرمیو، شاپه‌کوئنزه، فیگورنسه، سائو پائولو، شاندونگ لیونگ و هبی چین فورچون سابقهٔ حضور دارد.